# Moritz von Oswald
Moritz von Oswald (né en 1962 à Hambourg) est un musicien allemand, producteur de musique électronique. Basé à Berlin, il est ingénieur du son chez Dubplates & Mastering et l'un des producteurs de musique techno les plus influents des années 1990.

## Biographie

### Jeunesse
Moritz von Oswald est né en 1962 à Hambourg, en Allemagne. Il est membre de la House of Bismarck et un arrière-arrière-petit-fils d'Otto von Bismarck. Ses parents étaient la comtesse Mari Ann von Bismarck-Schönhausen et le marchand hambourgeois Egbert von Oswald. Il étudie les percussions orchestrales à la Hochschule für Musik und Theater Hamburg.

### Carrière
D'abord percussionniste pour Palais Schaumburg et Associates, il se consacre à la musique électronique à partir de la fin des années 1980, d'abord avec 2MB et 3MB (en collaboration avec Thomas Fehlmann) puis au sein du label Basic Channel avec Mark Ernestus. En tant qu'acteur de ce que l'on qualifie souvent d'« axe Detroit-Berlin », il contribue à caractériser la musique minimale aux côtés d'artistes comme Robert Hood, Jeff Mills, Mike Banks et UR (Underground Resistance). À Berlin, von Oswald participe au tournant de la scène techno qui s'opère autour du club (et label) Tresor ainsi que du magasin de disque Hard Wax (fondé par Ernestus). 
Il est une source d'influence pour des artistes comme Richie Hawtin, Thomas Brinkmann, Robert Henke (Monolake), Wolfgang Voigt, et d'autres qui signèrent par la suite sur le label Chain Reaction Records. 
Moritz von Oswald a appartenu aux groupes : 2MB, 3MB, Die Doraus Und Die Marinas, His Name Is Dime, Marathon, Palais Schaumburg, Schizophrenia, et Time Unlimited. Il a aussi lui-même fondé les groupes suivants : Basic Channel, Cyrus, Maurizio, Quadrant, Round Five, Round Four, Round One, Round Three, Round Two, et Moritz von Oswald Trio. Il a créé les labels discographiques : Basic Channel, Basic Replay, Burial Mix, Chain Reaction, Maurizio, Main Street Records, et Rhythm and Sound.

## Discographie

### Albums studio
- 1992 : 3MB Featuring Magic Juan Atkins (avec Thomas Fehlmann et Juan Atkins, sous le nom 3MB Featuring Magic Juan Atkins)
- 1992 : 3MB Featuring Eddie Flashin Fowlkes (avec Thomas Fehlmann et Eddie Fowlkes, sous le nom 3MB Featuring Eddie Flashin Fowlkes)
- 1993 : Technosoul (avec Thomas Fehlmann et Eddie Fowlkes, sous le nom 3MB Featuring Eddie Flashin Fowlkes)
- 2008 : Recomposed (avec Carl Craig)
- 2009 : Vertical Ascent (avec Max Loderbauer et Vladislav Delay, sous le nom Moritz von Oswald Trio)
- 2011 : Horizontal Structures (avec Max Loderbauer et Vladislav Delay, sous le nom Moritz von Oswald Trio)
- 2012 : Fetch (avec Max Loderbauer and Vladislav Delay, sous le nom  Moritz von Oswald Trio)
- 2013 : Borderland (avec Juan Atkins, sous le nom Borderland)
- 2013 : 1/1 (avec Nils Petter Molvær)
- 2015 : Sounding Lines (avec Max Loderbauer et Tony Allen, sous le nom de Moritz von Oswald Trio)
- 2016 : Transport (avec Juan Atkins, sous le nom Borderland)
- 2017 : Moritz von Oswald & Ordo Sakhna (avec Ordo Sakhna)